# 克洛德·皮克马尔
克洛德·皮克马尔（法語：Claude Piquemal，1939年3月13日—），法国男子田径运动员，主攻短跑。他曾代表法国参加1960年、1964年和1968年夏季奥林匹克运动会田径比赛，共获得二枚铜牌。